# Dermomurex infrons
Dermomurex infrons is een slakkensoort uit de familie van de Muricidae. De wetenschappelijke naam van de soort is voor het eerst geldig gepubliceerd in 1974 door Vokes.